# Arpașu de Jos, Sibiu
Arpașu de Jos (în germ. Unterarpasch, în magh. Alsóárpás) este satul de reședință al comunei cu același nume din județul Sibiu, Transilvania, România. Se află în partea de est a județului,  în Depresiunea Făgărașului.

## Geografie
Localitatea Arpașu de Jos este străbătută de pârâul Arpaș, precum și de pârâul Gostaia. Este situată pe malul stâng al Oltului.

## Monumente
- Monumentul Eroilor Români din Al Doilea Război Mondial. Monumentul se află in incinta curții Căminului Cultural, este de tip placă comemorativă și a fost realizat în anii 1948-1950. Placa este realizată din mozaic și are o înălțime de 1.2 m. Pe monument sunt inscripționate numele 8 eroi români din Al Doilea Război Mondial.

## Personalități
- Vasile D. Bogdan (n.1875 - ?), deputat în Marea Adunare Națională de la Alba Iulia 1918